# Shion Homma
Shion Homma (født 9. august 2000) er en japansk fodboldspiller, som spiller for den japanske fodboldklub Albirex Niigata.